# جذب پوستی
جذب پوستی (به انگلیسی: Skin absorption)، راهی است که از طریق آن مواد می‌توانند از طریق پوست وارد بدن شوند. جذب پوستی، همراه با استنشاق، بلعیدن و تزریق، راه قرار گرفتن در معرض مواد سمی و راه تجویز دارو است. جذب مواد از طریق پوست به عوامل متعددی بستگی دارد که مهم‌ترین آنها غلظت، مدت تماس، حلالیت دارو و وضعیت فیزیکی پوست و بخشی از بدن که در معرض قرار دارد.

## عوامل مؤثر بر جذب پوستی
همراه با استنشاق، بلع و تزریق، جذب پوستی راهی برای قرار گرفتن در معرض مواد فعال زیستی از جمله داروها است. جذب مواد از طریق پوست به عوامل مختلفی بستگی دارد:
- تمرکز
- وزن مولکولی مولکول[۲]
- مدت زمان تماس
- حلالیت ماده
- وضعیت فیزیکی پوست
- بخشی از بدن که در معرض دید قرار گرفته‌است، از جمله میزان مو روی پوست

به‌طور کلی، سرعت جذب مواد شیمیایی از طریق پوست از سریع‌ترین به کندترین الگوی زیر را دنبال می‌کند:
اسکروتوم > پیشانی > زیر بغل ≥ پوست سر > پشت = شکم > کف دست = زیر سطح پا.